# Grangärde ångsåg

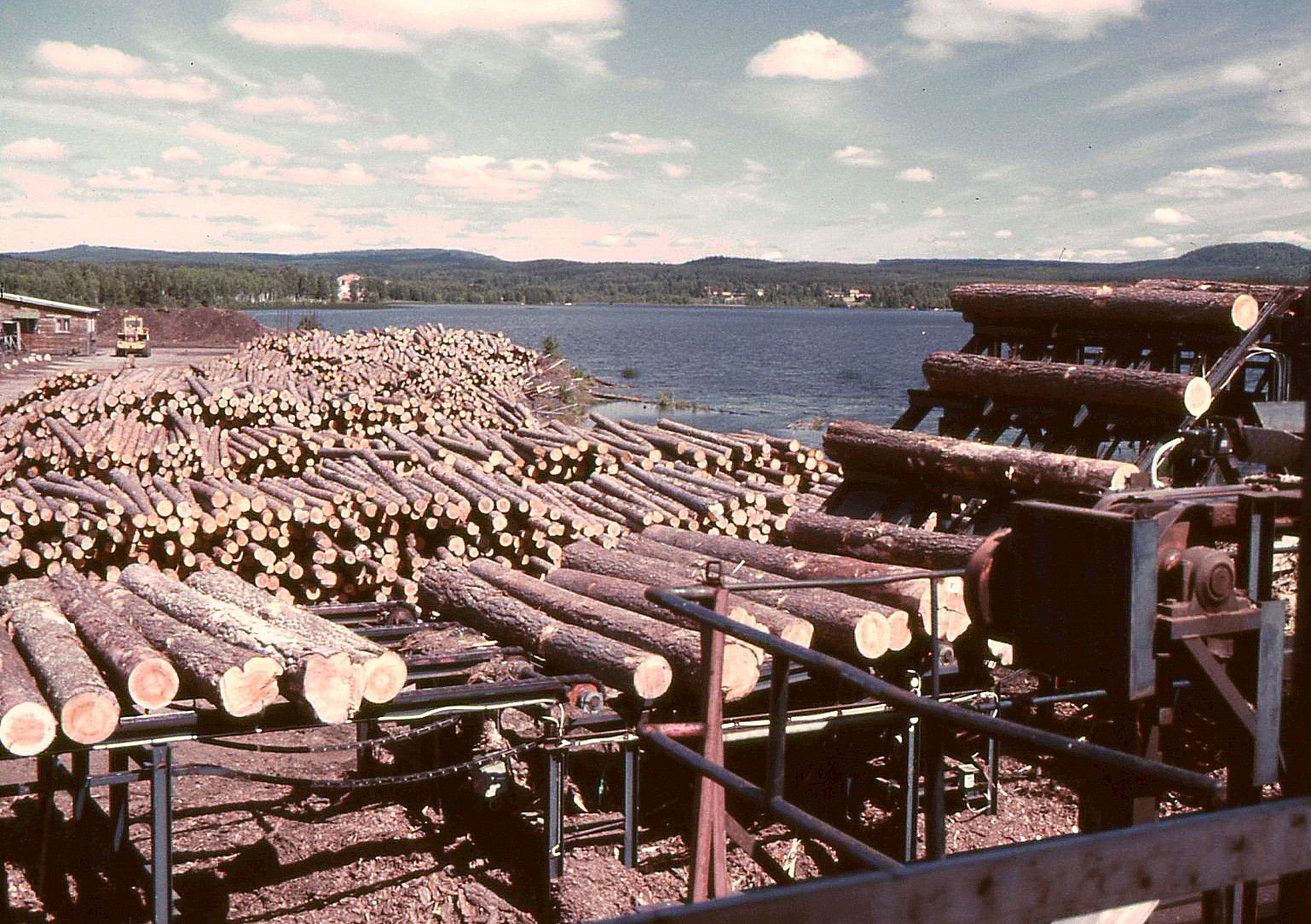
Grangärde ångsåg i juli 1984.

Grangärde ångsåg var ett sågverk vid Stationsvägen 51 i Grangärde, Ludvika kommun. Ångsågen uppfördes omkring 1910 och sågverksamheten upphörde år 2000.

## Historik
Den ursprungliga ångdrivna sågen etablerades omkring år 1910 vid sjön Saxens sydvästra strand. Läget vid sjön gav tillgång till sjötransporter och via ett kort industrispår fick man en anslutning till Nyhammarbanan (del av Stockholm–Västerås–Bergslagens Järnvägar). Från Grangärde ångsåg skickades sedan det sågade virket på järnvägsvagnar till olika beställare. Ångsågen fungerade dessutom som vanlig brädgård där allmänheten kunde köpa sågat, hyvlat och profilerat virke i mindre kvantiteter. För kortare transporter användes landsvägen som sträcker sig strax söder om anläggningen. Här låg även Grangärde järnvägsstation, som var i drift mellan 1903 och 1982. 
Fram till år 2000 pågick verksamheten vid sågverket i full omfattning. Då varslades 14 anställda om uppsägning medan sju blev kvar för att arbeta med  torkning och justering av virket.  Anledningen till uppsägningarna var dålig lönsamhet på grund av pressade priser på sågade trävaror, höga råvarukostnader, omodern sönderdelningsutrustning samt omständlig,  manuell hantering.

## Historiska bilder

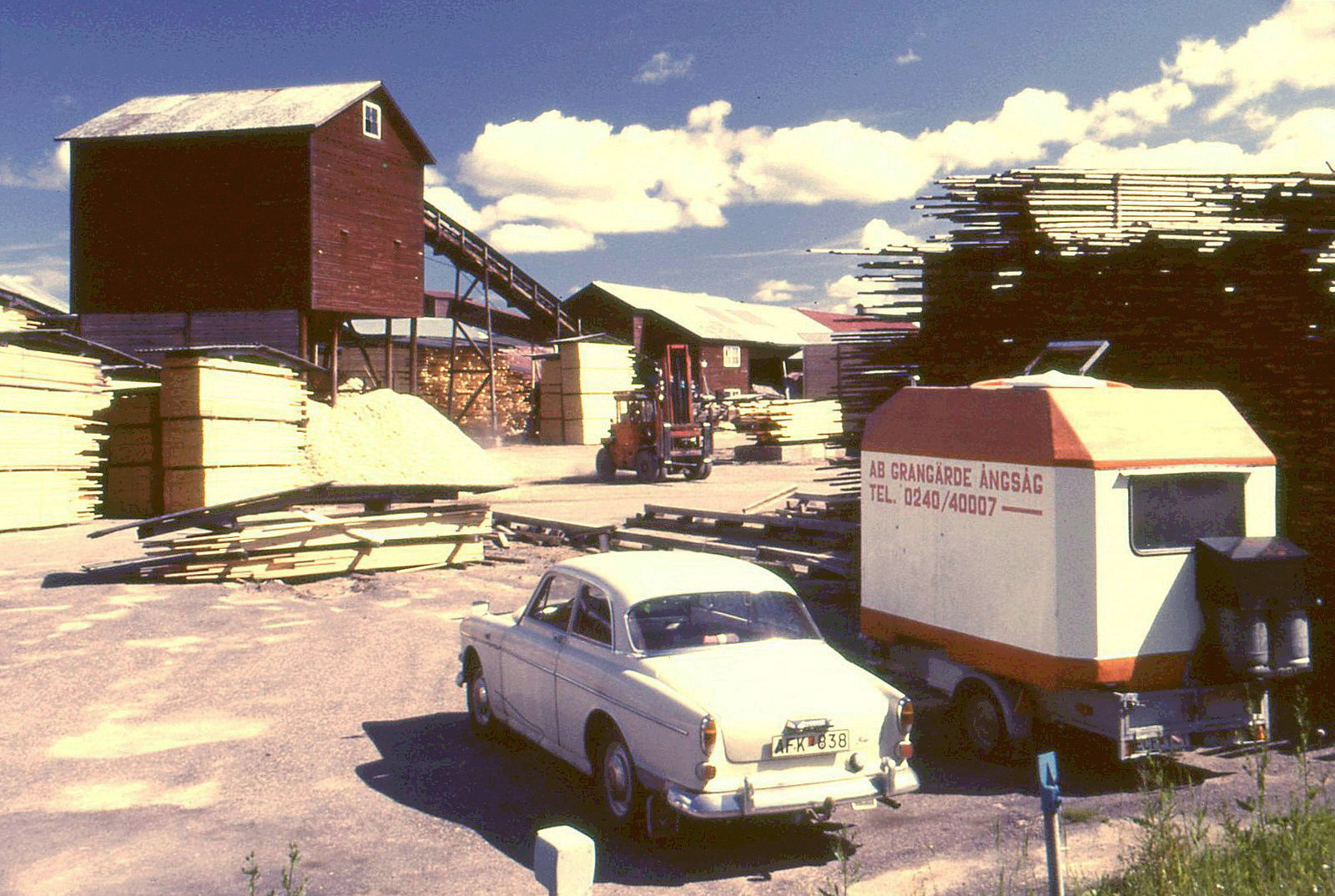
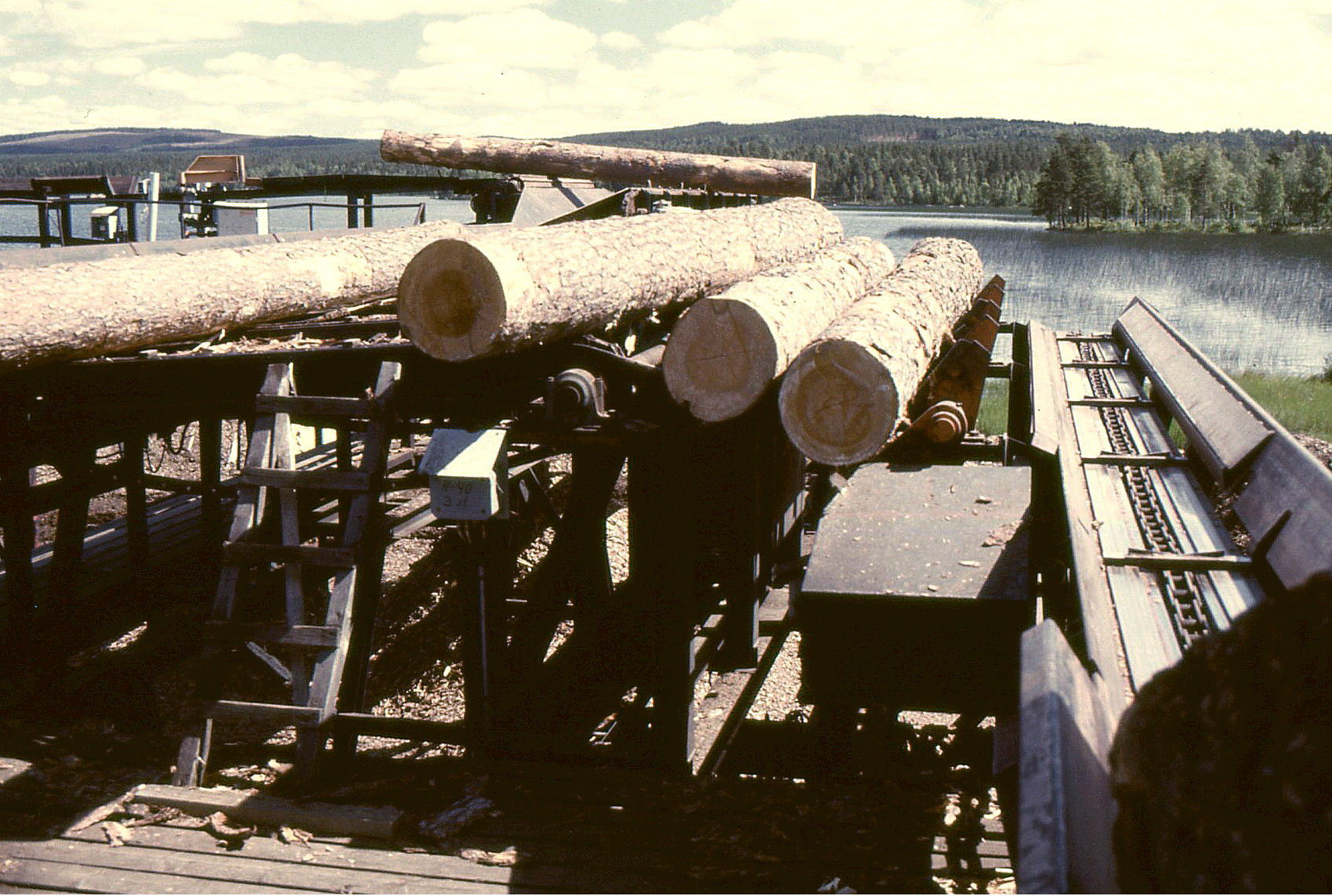
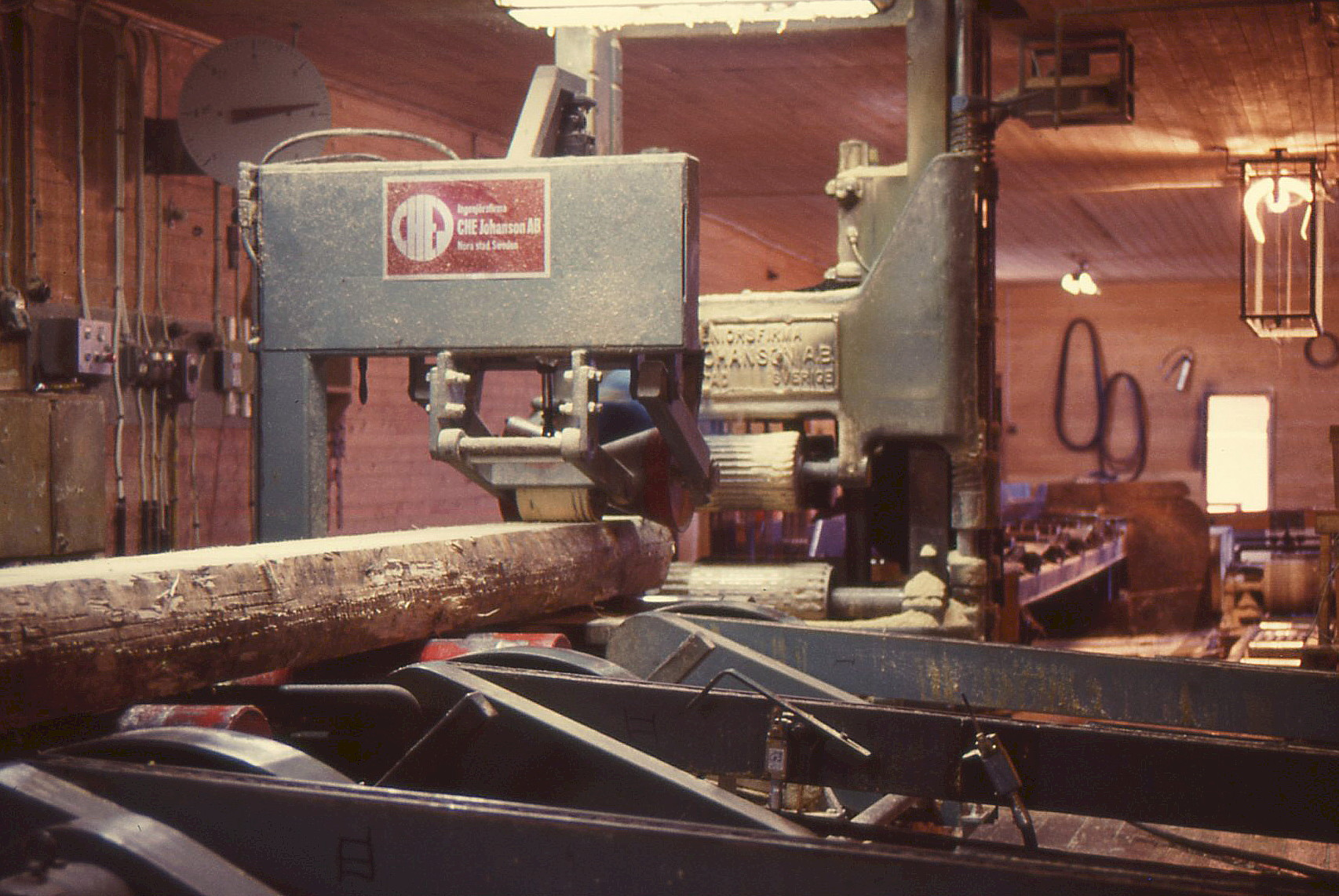
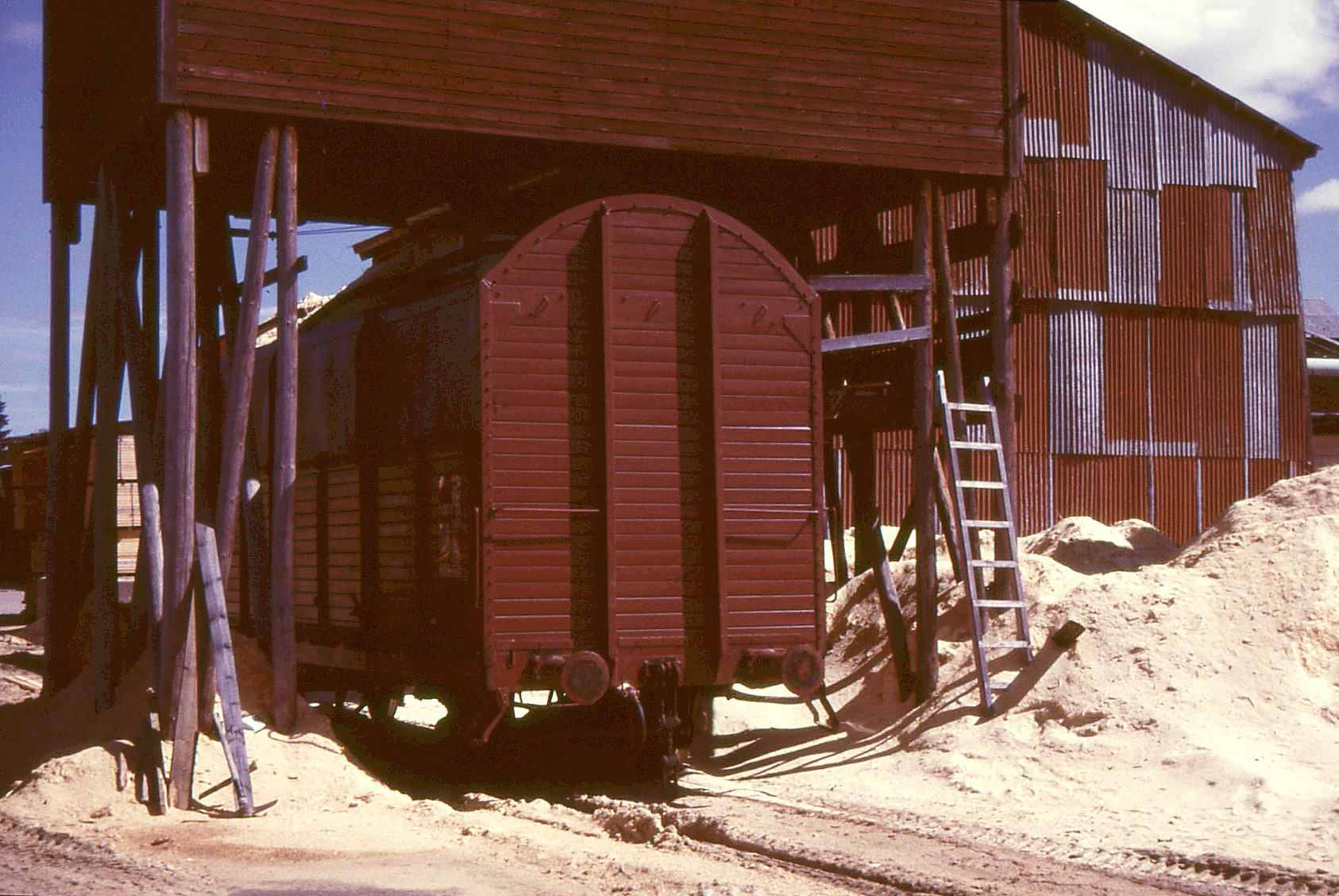
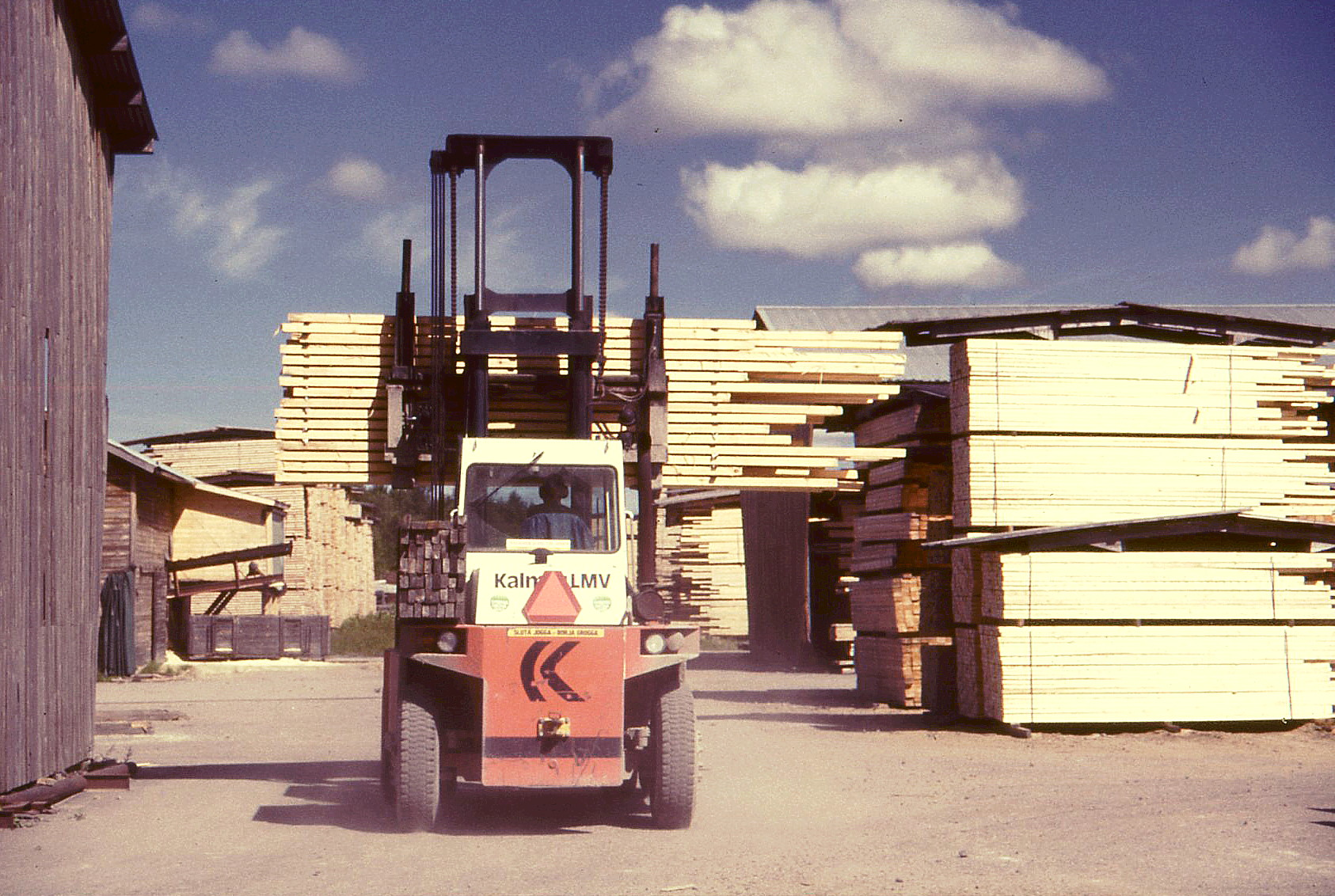

## Avveckling
I maj 2005 upphörde all verksamhet och området inklusive sågverket förvärvades av värmlandsföretaget Global Machine Trade Center (GMTC) som demonterade utrustningen för att sälja den till Ryssland.
I samband med demonteringsarbetena totalförstördes sågens hyvleri genom en våldsam brand  natten till den 2 december 2005. I hyvleriet demonterades maskiner med skärbrännare och branden misstänks ha orsakats av ett missöde i hanteringen.
Saneringen av den troligen förorenade industrimarken förorsakade en långdragen och konfliktladdad  tvist där Ludvika miljö- och byggnämnd med viten ville tvinga fastighetsägaren GMTC att utföra provtagningar vid den nedlagda sågen. I mars 2010 avslog Miljödomstolen  GMTC:s överklagande att slippa bekosta en markundersökning. För närvarande (2013) disponeras området av Mellanskog som biobränsleterminal och för flis- och virkessortering. På området finns även en av Jordbruksverket godkända tork- och värmebehandlingsanläggningar.
Framtiden för  den 7,5 hektar stora fastigheten är oviss inte minst därför att en kostsamma marksanering med stor sannolikhet måste genomföras.

## Nutida bilder

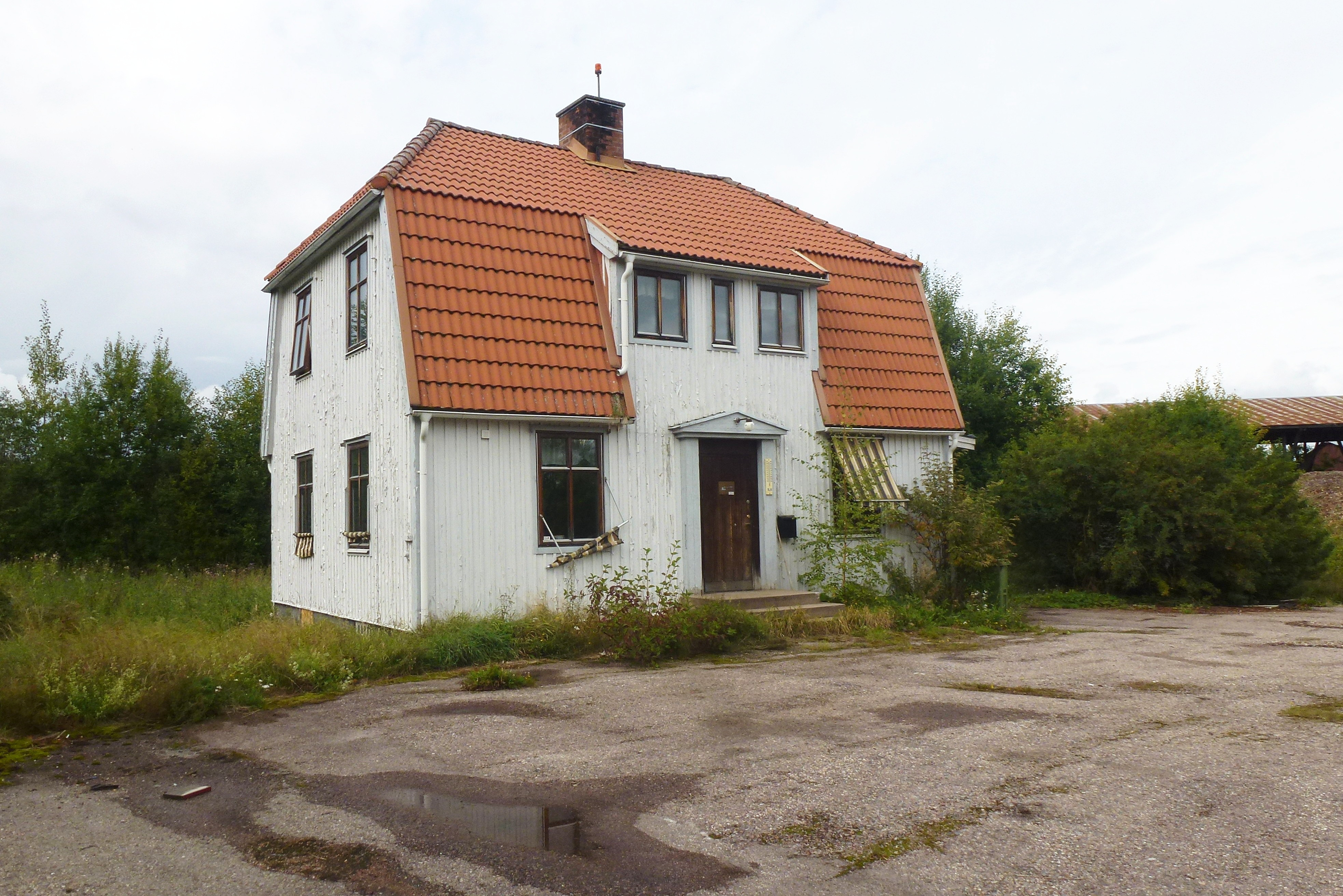
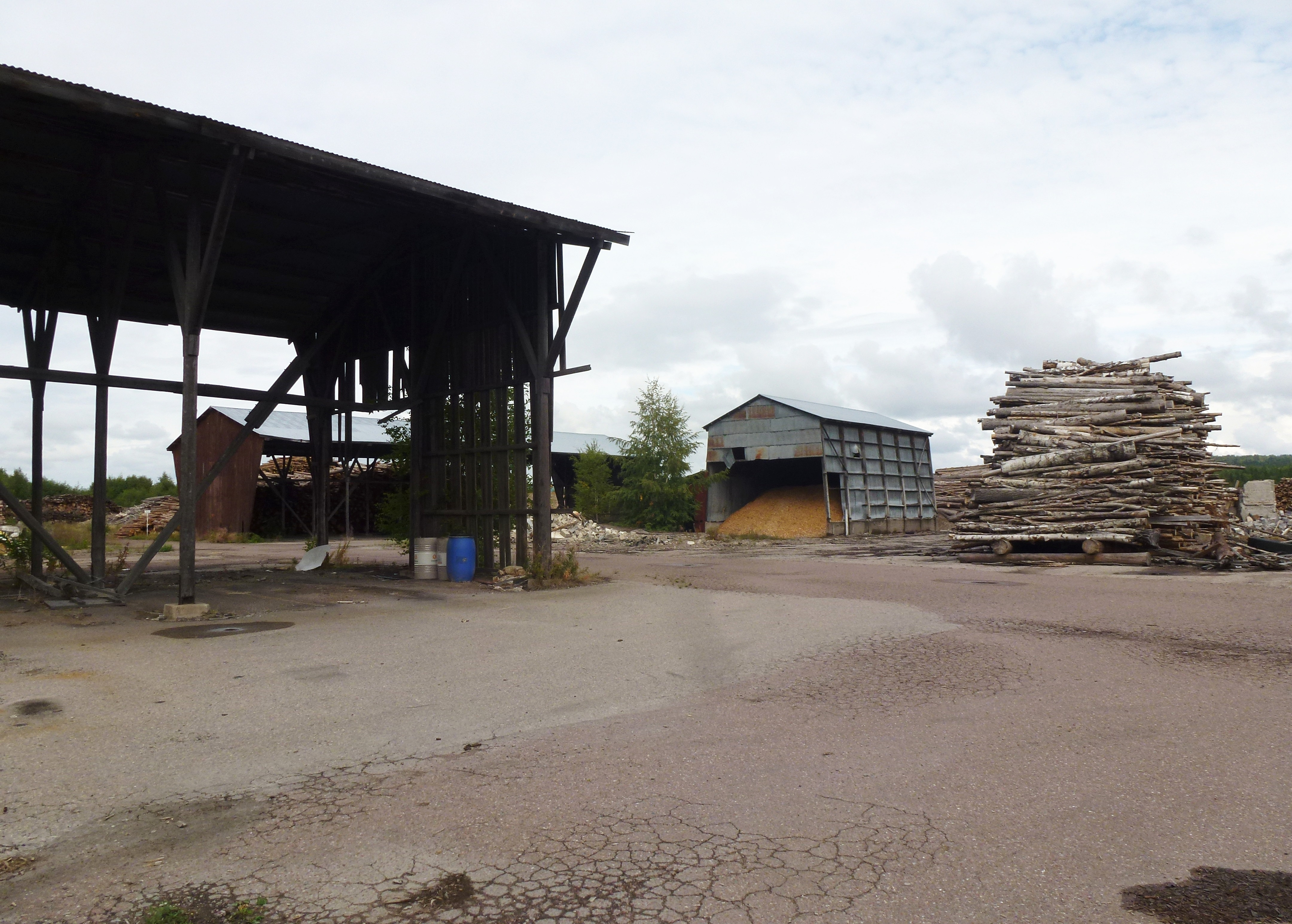
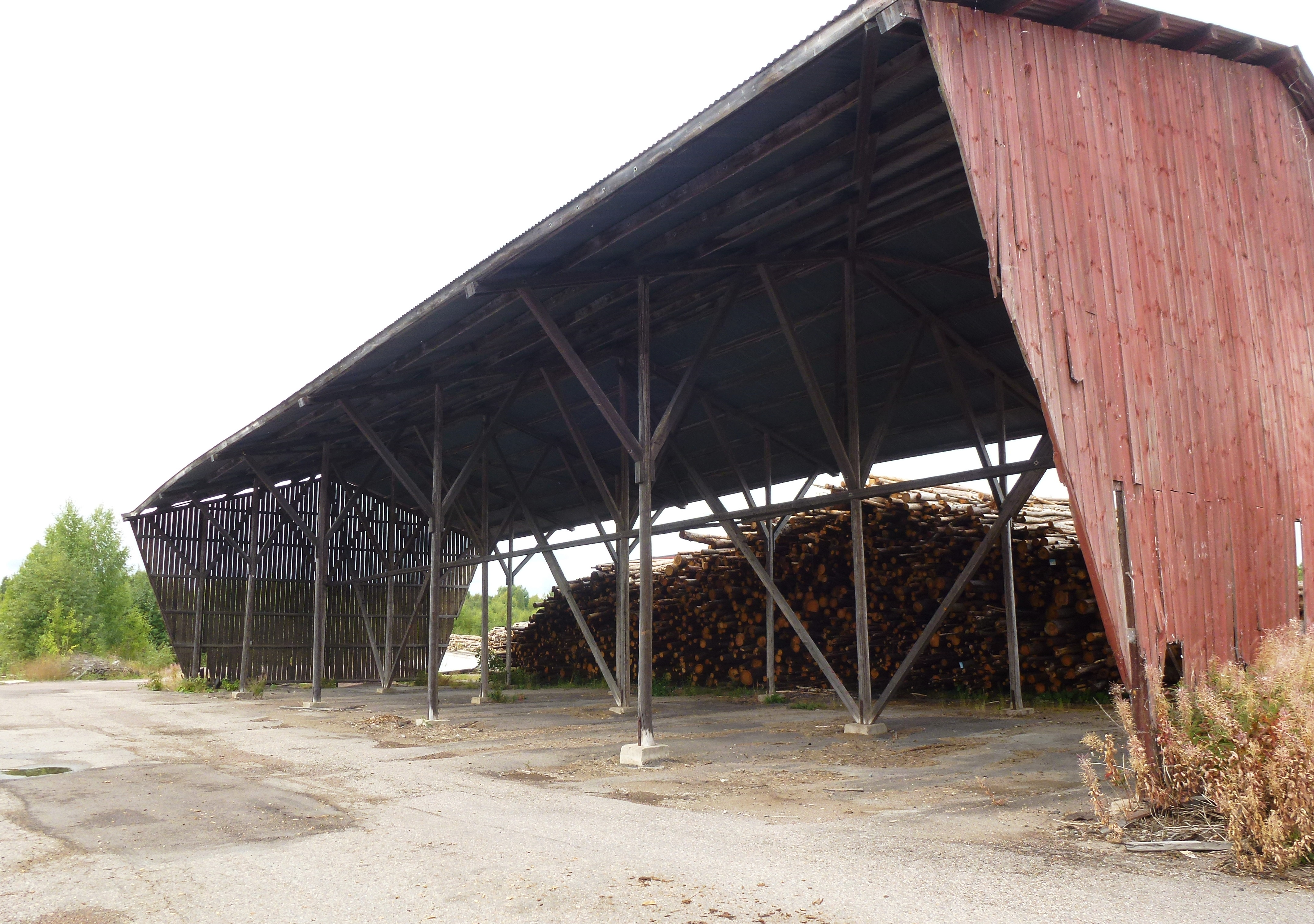
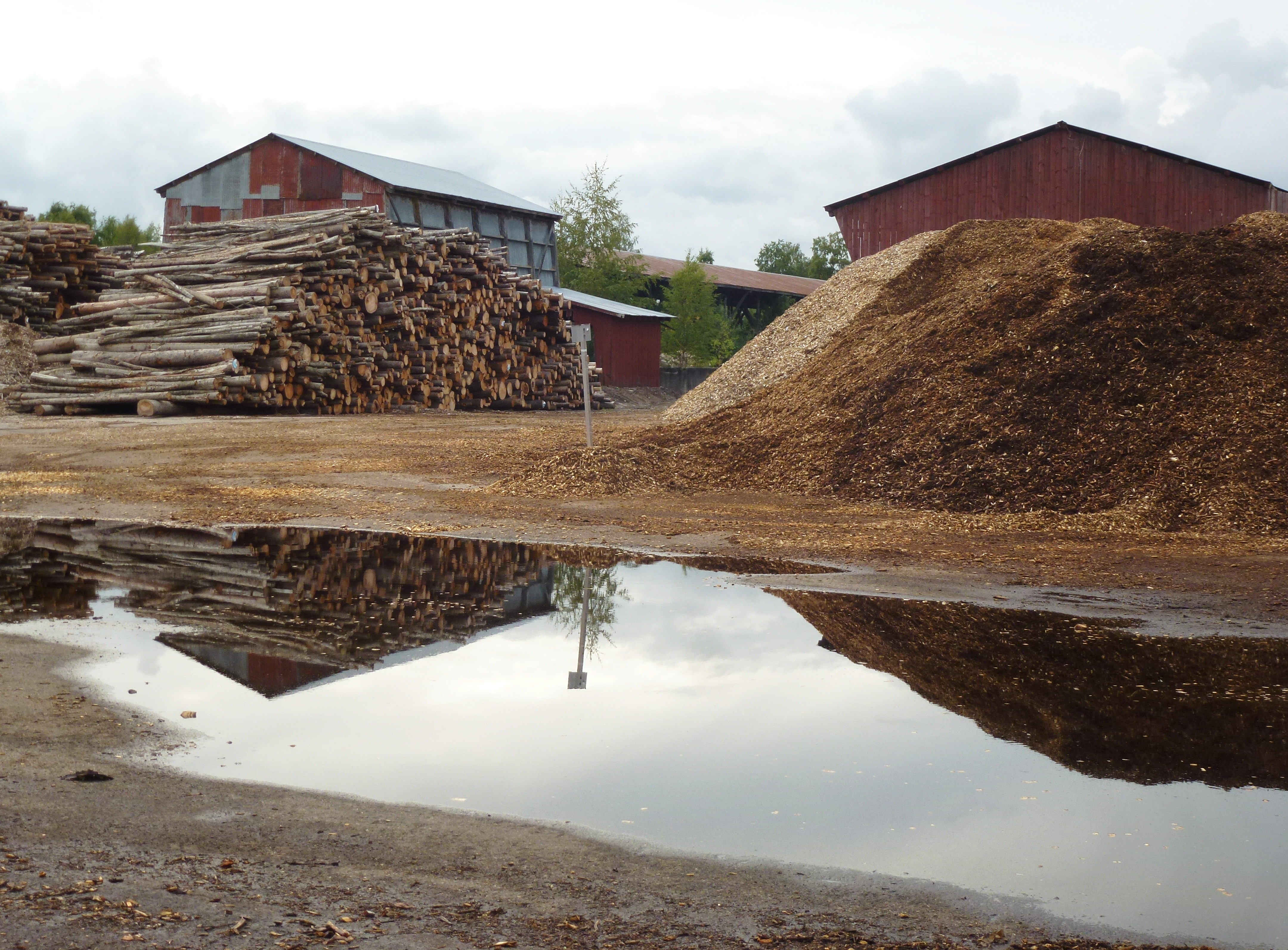
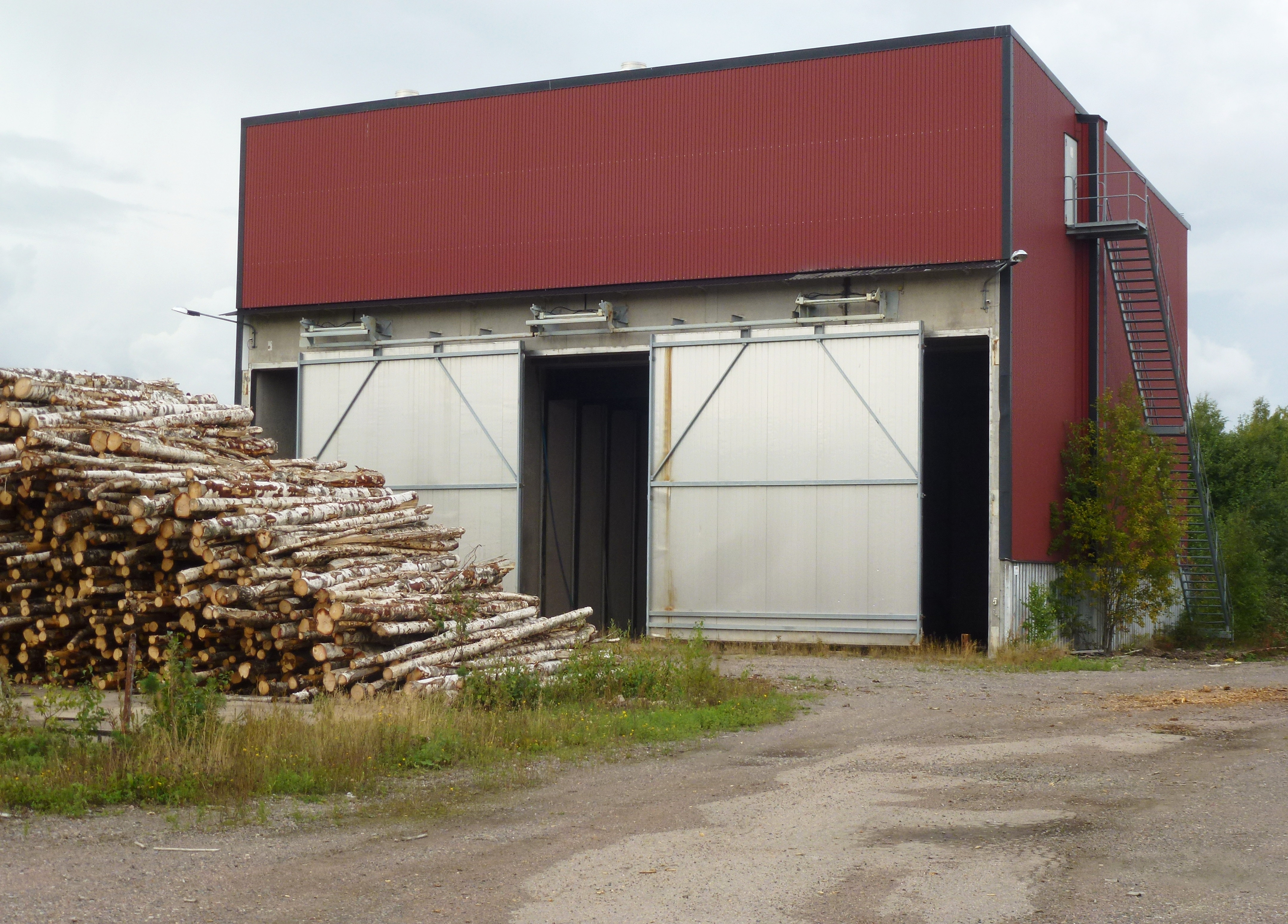